# Nicsara
Nicsara är ett släkte av insekter. Nicsara ingår i familjen vårtbitare.

## Dottertaxa tillNicsara, i alfabetisk ordning[1]
- Nicsara aethiops
- Nicsara affinis
- Nicsara bifasciata
- Nicsara bimaculata
- Nicsara cornuta
- Nicsara dehaani
- Nicsara emarginata
- Nicsara excisa
- Nicsara forcipata
- Nicsara hageni
- Nicsara inferior
- Nicsara inflata
- Nicsara insulana
- Nicsara karnyi
- Nicsara loboensis
- Nicsara minuta
- Nicsara moluccana
- Nicsara multispinulosa
- Nicsara nigrifrons
- Nicsara parva
- Nicsara personata
- Nicsara philippina
- Nicsara quadrimaculata
- Nicsara quadrituberculata
- Nicsara rotundata
- Nicsara sarasini
- Nicsara schlaginhaufeni
- Nicsara solomona
- Nicsara spuria
- Nicsara strigatipes
- Nicsara taylori
- Nicsara thoracica
- Nicsara trigonalis
- Nicsara tuberculata
- Nicsara viridipes